# America West

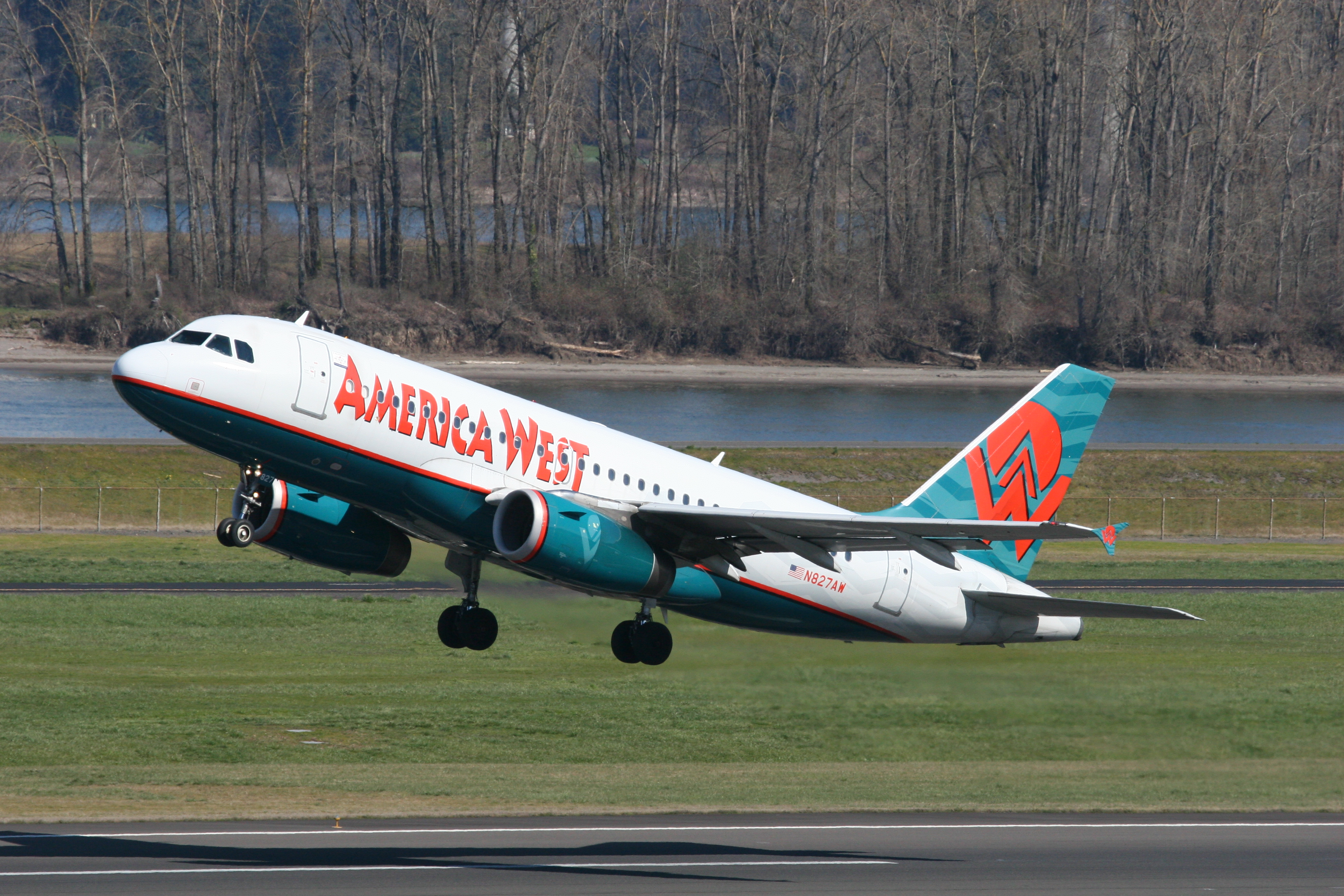
Ett America West Airbus A319.

America West Airlines var ett amerikanskt flygbolag som från och med september 2005 ingår i US Airways-koncernen. Det lönsamma America West, med hubar i Phoenix och Las Vegas, köpte förlustdrabbade US Airways med hubar i USA:s östra delar. Efter fusionen drivs dock den nya koncernen vidare under US Airways mer etablerade namn. 